# Блейк, Марк (футболист, 1970)
Марк Э́нтони Блейк (англ. Mark Anthony Blake; 16 декабря 1970) — английский футболист, полузащитник. Выступал за футбольные клубы «Астон Вилла», «Вулверхэмптон Уондерерс», «Портсмут», «Лестер Сити», «Уолсолл», «Мансфилд Таун» и «Киддерминстер Харриерс», также за сборную Англии до 21 года.

## Футбольная карьера
Уроженец Ноттингема, Блейк начал футбольную карьеру в академии клуба «Астон Вилла». 14 октября 1989 года дебютировал в основном составе бирмингемского клуба в матче против «Лутон Таун».
11 сентября 1990 года дебютировал за сборную Англии до 21 года в матче против Венгрии, отличившись в той игре забитым голом. Всего провёл за молодёжную сборную 9 матчей с сентября 1990 по ноябрь 1991 года.
В 1991 году отправился в аренду в «Вулверхэмптон Уондерерс». Сыграл за «волков» два матча.
Блейк выступал за «Астон Виллу» до 1993 года, сыграв 37 матчей и забив 2 гола.
5 августа 1993 года перешёл в «Портсмут» за 400 тысяч фунтов. Сыграл за клуб 20 матчей в сезоне 1993/94.
В марте 1994 года перешёл в «Лестер Сити» за 360 тысяч фунтов, что было трансферным рекордом для клуба. Провёл за «лис» 54 матча и забил 4 гола.
С 1996 по 1998 год выступал за «Уолсолл» (70 матчей, 6 голов). В августе 1999 года присоединился к клубу «Мансфилд Таун», где провёл ещё два сезона (93 матча, 10 голов). В сезоне 2001/02 выступал за «Киддерминстер Харриерс» (29 матчей, 4 гола), где и завершил карьеру из-за травмы ахиллова сухожилия.